# Portage salarial
Pour les articles homonymes, voir Portage salarial (homonymie).
 (novembre 2023).
 (novembre 2023).
Le portage salarial est une forme d'emploi impliquant une relation tripartite entre un travailleur, une entreprise de portage salarial et une entreprise cliente. Le travailleur est embauché par l'entreprise de portage salarial, qui est son employeur, pour exercer une mission auprès d'une entreprise cliente. La particularité du salarié en portage salarial, par rapport à un salarié commun, est qu'il est réputé autonome dans son travail et qu'il a pour mission de rechercher lui-même les entreprises clientes auprès desquelles il effectuera ses missions de prestations.
Le salarié en portage salarial dit "salarié porté" est un apporteur d'affaire, dans la mesure où c'est grâce à sa tâche de prospection que son employeur acquiert des clients et peut ainsi signer des contrats de services ou de prestations avec ces derniers. Cette particularité mise à part, le système reste classique puisque l'entreprise cliente et l'entreprise réalisant l'objet de la commande signent ensemble un contrat de service, engageant la seconde à réaliser une prestation auprès de la première ; tandis que le salarié porté, comme tout salarié, a pour devoir de mener à bien sa mission sous l'autorité de son employeur, c'est-à-dire l'entreprise de portage salarial.
L'entreprise de portage salarial a les mêmes devoirs et les mêmes droits que toute entreprise de droit commun. Ses obligations en matière légale sont les mêmes que toutes entreprises classiques. 
Si les compétences du salarié porté recouvrent une dimension entrepreneuriale, son statut est loin de celui de l'entrepreneur, entendu comme créateur d'entreprise. En effet, il faut bien distinguer les compétences requises du salarié porté (autonomie, apport de mission de prestations auprès d'entreprises clientes) inscrites dans la convention collective du portage salarial, du statut d'entrepreneur c'est-à-dire de celui d'indépendant. Ainsi, désigner les salariés portés comme des "travailleurs indépendants" est un abus de langage, qui ne recouvre aucune réalité légale. Reste à signaler que certains travailleurs, ayant pour ambition de devenir travailleurs indépendants et donc de fonder leur propre entreprise, ont parfois recours au portage salarial pour tester leur offre de service et leur capacité à trouver des clients, sans avoir à assumer le risque d'entreprise.
Son application peut varier selon les pays. 

## Principe et intérêts du dispositif
Dans le système du portage, le travailleur choisit de passer par un intermédiaire pour réaliser une prestation professionnelle auprès d'un client. Il sollicite alors une entreprise de portage salarial, avec laquelle il signe un contrat de travail. De son côté, la société de portage signe un contrat de prestation en portage salarial avec le client, permettant ainsi à chacune des trois parties d'être liée par un contrat et à la prestation d'être réalisée.
C'est pour cela que la relation est dite « tripartite », car impliquant trois acteurs distincts. Le portage salarial est souvent perçu ou présenté comme une alternative au travail indépendant traditionnel et à la création d'entreprise, mais aussi comme une passerelle et un tremplin entre les mondes du salariat et du non-salariat, notamment dans le cadre de reconversions professionnelles.
Lorsque l'activité a été réalisée, l'entreprise de portage salarial facture la prestation au client, collecte le chiffre d'affaires du salarié porté et le transforme en rémunération qu'elle reverse au salarié porté, en produisant un bulletin de salaire. Des frais de gestion sont déduits du chiffre d'affaires, en fonction des services apportés par chaque société.
Suivant les pays, le salarié porté peut bénéficier d'un régime de sécurité sociale identique à celui des autres salariés. En France, le salarié porté est soumis aux cotisations salariales, ce qui lui permet de jouir de ses droits sociaux. Il est rattaché au régime général de la sécurité sociale d’assurance maladie de son lieu de résidence et peut bénéficier de la protection afférente en cas d’arrêt maladie, de congé maternité ou de congé paternité. Ses droits à la retraite sont également acquis.
Grâce à son employeur et à son statut de salarié, le salarié porté peut, le cas échéant, bénéficier des assurances et du cadre juridique nécessaire à la réalisation de son activité professionnelle lorsque celle-ci le nécessite.
Enfin, le système de portage salarial lui permet de ne pas avoir à assumer les tâches administratives et comptables, lesquelles sont réalisées par d'autres acteurs de l'entreprise de portage salarial.

## Secteurs d'activité
Par la diversité des profils de ses salariés et de ses clients, entreprises, collectivités, associations et particuliers, le portage salarial peut couvrir l’ensemble des grands secteurs économiques.
Traditionnellement, les métiers du conseil, de l’ingénierie, de la formation sont concernés par le portage salarial. Mais le secteur s’ouvre progressivement et, peut se décliner désormais dans les services aux entreprises, le BTP et l’artisanat, les services aux particuliers, l’industrie, l’enseignement, la formation, le commerce, l'immobilier, l’environnement et les transports.

## Application selon les pays

### Belgique
Le portage salarial semble avoir été interdit avant le début des années 2000, puis être ensuite autorisé. Cette solution semble être choisie par des travailleurs français œuvrant de l'autre côté de leur frontière.

## Spécificités pour les salariés portés
Le portage salarial, en s'adressant à des travailleurs autonomes, présente des spécificités propres qui le distingue des autres formes d'emploi.
La loi précise notamment que le salarié porté justifie d’une expertise, d’une qualification et d’une autonomie qui lui permettent de rechercher lui-même ses clients et de convenir avec eux des conditions d'exécution de sa prestation et de son prix.

### Rémunération minimale
Suivant les dispositions légales du pays, la rémunération du salarié porté peut faire l'objet d'un plancher négocié par les partenaires sociaux de la branche.

### Autonomie
Le salarié est considéré comme autonome et doit rechercher, prospecter et trouver lui-même ses clients. Le critère d'autonomie est un prérequis pour avoir accès au portage salarial. Ainsi il peut être précisé que l'entreprise de portage ne doit pas fournir du travail au salarié porté. Cette notion est spécifique au portage salarial.

### Qualification
Suivant les pays, le salarié porté doit avoir une qualification professionnelle minimale ou justifier d’une expérience de quelques années dans le même secteur d’activité.

### Classification
Reconnu en branche professionnelle à part entière, le 1er juillet 2017 (IDCC 3219), cette convention collective peut prévoir une classification professionnelle des salariés portés.

### Ancienneté
Pour calculer l’ancienneté du salarié porté, il convient de totaliser toutes les périodes pendant lesquelles le salarié a effectué des contrats avec une même entreprise de portage.

### Compte rendu d'activité
L'entreprise de portage salarial demande au salarié porté de fournir un compte-rendu d’activité pour lui permettre d’assurer le suivi de ses missions.

### Spécificités des contrats de portage salarial
Les contrats de travail conclus entre les salariés portés et l’entreprise de portage comportent des spécificités qui les différencient des contrats de travail de droit commun.
Le contrat de portage salarial peut être à durée déterminée (CDD) pour la réalisation d’une prestation dans une entreprise cliente.
Le contrat de portage salarial peut aussi être conclu à durée indéterminée (CDI), et contient lui aussi des mentions obligatoires pour partie similaires à celles du CDD ce qui suppose qu’il doit être écrit (par dérogation au droit commun qui permet que le contrat de travail à durée indéterminée soit conclu de manière orale, sans formalisme). Enfin, le salarié porté en CDI n’est pas rémunéré lorsqu’il ne fournit pas de prestation à une entreprise cliente.
De manière générale, la rupture du contrat de portage salarial diffère aussi de celle du droit commun du licenciement.
Dans certains pays, la seule rupture du contrat commercial de prestation de portage salarial n’entraîne pas systématiquement la rupture du contrat de travail du salarié. Des précisions sur ce fonctionnement peuvent apparaître selon les législations locales.

## Spécificités pour les entreprises
L'activité des entreprises de portage salarial est encadrée par la loi et la convention collective en vigueur. De ce fait, ces dernières doivent respecter certaines obligations spécifiques afin d'exercer leur activité.

### Exclusivité de l'activité de portage
Certaines lois du pays peuvent préciser que l'entreprise de portage salarial exerce à titre exclusif l'activité de portage salarial et qu'en parallèle, seule une entreprise de portage salarial peut conclure des contrats de travail en portage salarial.

### Déclaration d'activité et garantie financière
Les déclarations préalables d'exercice fluctuent selon les pays. Outre l'immatriculation, la législation peut préciser :
- si l'activité de portage est exclusive ou non
- les garanties financières, notamment en cas de défaillance de l'entreprise de portage

### Cadre de réalisation des prestations en portage salarial
Suivant la législation, il peut être précisé si l'entreprise cliente peut avoir ou non recours à un salarié porté que pour l'exécution d'une tâche occasionnelle ne relevant pas de son activité normale et permanente ou pour une prestation ponctuelle nécessitant une expertise dont elle ne dispose pas. Ce cas de recours est susceptible de limiter le développement qui pourrait être celui du portage salarial.
L'entreprise cliente peut, le cas échéant, demander à la société de portage de lui fournir une attestation des organismes de sécurité sociale précisant sa situation au regard du recouvrement des prélèvements dus à ces organismes.
Quand le cadre légal et conventionnel du cas de recours est respecté, le portage salarial est protégé de tout risque de re-qualification des contrats, de délit de marchandage et de prêt de main d’œuvre illicite.

### Médecine du travail
Suivant les législation l’entreprise de portage peut avoir à sa charge les obligations relatives à la médecine du travail.

### Compte d'activité
L’entreprise de portage peut mettre en place et gérer pour chaque salarié porté un compte d’activité. L’entreprise doit, mensuellement, informer le salarié porté des éléments imputés sur le compte. Ces éléments sont notamment :
- les versements effectués par l'entreprise cliente à l'entreprise de portage pour la réalisation de sa prestation ;
- le détail des frais de gestion, les frais professionnels ;
- les prélèvements sociaux et fiscaux, la rémunération nette et le montant de l'indemnité d'apport d’affaires.

### Formation professionnelle
Suivant les lois ou les conventions collectives, il peut incomber à l’entreprise de portage d’assurer au salarié porté le développement de ses prestations. Les compétences et les qualifications des salariés doivent alors être en adéquation avec leurs besoins au regard du développement de leurs activités auprès d’entreprises clientes. Les entreprises de portage et les salariés portés accèdent aux dispositifs de formation prévus pour les salariés classiques. L’entreprise de portage peut donc proposer des actions de formation professionnelle au salarié porté, à travers notamment de dispositifs du bilan de compétences ou autres lorsqu'ils existent.

### Calcul des effectifs de salariés dans une entreprise de portage
Pour calculer ses effectifs, l’entreprise de portage peut tenir compte de ses salariés portés qui ont effectué des prestations de portage salarial dans le cadre de contrats de travail conclus avec cette entreprise pendant une durée déterminée. Il peut être également tenu compte dans le calcul des effectifs, des salariés permanents fonctionnels de l’entreprise suivant le droit en vigueur.

## Spécificités pour les clients
Certains contrats de portage salarial relatifs à certaines activités déterminées peuvent être interdits. Par exemple, le portage peut être exclu dans le cadre de services à la personne.
Plus généralement, les entreprises clientes peuvent recourir au portage salarial pour l’exécution d’une tâche occasionnelle ne relevant pas de leur activité normale et permanente ou pour une prestation ponctuelle nécessitant une expertise dont elles ne disposent pas. Un salarié porté ne peut non plus être au service d’une entreprise cliente pour remplacer un salarié gréviste ou pour effectuer certains travaux dangereux. Enfin, une prestation déterminée d’un salarié porté ne peut excéder une certaine durée.
Le contrat éventuellement conclu entre l’entreprise de portage et le client est un contrat commercial de prestation de portage salarial. Il peut reprendre des éléments essentiels de la négociation de la prestation entre le salarié porté et l’entreprise cliente, avec, le cas échéant, des mentions obligatoires telles que le prix de la prestation ou encore son descriptif.

## Sanctions pénales
Suivant les législations locales, le non-respect des règles en vigueur, tant par les entreprises clientes (notamment les restrictions au recours au portage salarial) que par les entreprises de portage (notamment les règles liées à la forme des contrats de portage) pourrait être puni.

## Différences entre le portage salarial et d'autres statuts

### Différences entre le portage salarial, l'intérim et le prêt de main d'œuvre.
Tout d’abord, le portage salarial, l'intérim et le prêt de main d'œuvre, visant à permettre à une entreprise de recourir à des travailleurs sans avoir à les embaucher, doivent être différenciés selon leurs modalités de recours.
En effet, le portage salarial vise l’exécution d’une mission précise tandis que l’intérim consiste en l’accomplissement d’une tâche précise et temporaire, le prêt de main d'œuvre visant quant à lui à pallier les difficultés de recrutement ou à éviter le chômage partiel.
De plus, la nature du contrat conclu est différente selon le dispositif en question. Effectivement, le portage salarial emporte la signature d’un contrat de travail avec le salarié porté et d’un contrat de prestation de services entre l’entreprise du portage salarial et l’entreprise cliente, l’intérim quant à elle vise à la conclusion d’un contrat de mission avec l’intérimaire et d’un contrat de mise à disposition de personnes entre l’entreprise de travail temporaire et l’entreprise cliente tandis que le prêt de main d’œuvre repose sur l’existence d’un contrat de travail avec le salarié prêté et d’un contrat de mise à disposition entre l’entreprise prêteuse et celle emprunteuse.
Ensuite, le salarié porté dispose d’une certaine autonomie lors de la réalisation de sa mission alors que l’intérimaire ou le salarié porté sont placés sous un lien de subordination avec l’entreprise cliente.
Puis, quant aux missions en elles-mêmes, celles-ci ont librement recherchées par les salariés portés, qui disposent d’ailleurs de leur propre clientèle, alors que les intérimaires se voient proposer des missions par l’entreprise de placement avec un nombre de refus limité et que les salariés prêtés n’ont guère le choix de la tâche à effectuer.
Par ailleurs, en matière de rémunération, les salariés portés sont en mesure de négocier leur salaire tandis qu’en intérim les salaires sont calqués sur des grilles de rémunération déjà établies au sein de l’entreprise cliente. En prêt de main d'œuvre, le salarié conserve un salaire identique à celui versé avant la période de prêt.
Enfin, le profil des salariés varie grandement selon le dispositif dont il est question, en effet les salariés portés sont le plus souvent expérimentés et qualifiés alors que les intérimaires sont, quant à eux, très peu formés et par conséquent en difficultés lors des périodes d’inactivité.

### Différences entre le portage salarial et le statut d'indépendant
Les avantages du portage salarial pour un travailleur indépendant sont multiples. Toutefois celui-ci peut présenter un inconvénient majeur.
Tout d’abord, le salarié porté bénéficiera du statut de salarié et des avantages qui l’accompagne, en effet il disposera d’une couverture sociale recouvrant une assurance santé, une assurance chômage, une mutuelle,.. De plus, il pourra prétendre à l’application de la législation du travail à son égard.
Ensuite, afin de permettre au salarié porté de démarrer son activité dans les meilleures conditions, l’entreprise de portage salarial mettra à sa disposition le matériel nécessaire ainsi que son réseau de clientèle. Par ailleurs, l’entreprise se chargera des opérations administratives et de la comptabilité.
En revanche, le chiffre d’affaires du salarié porté se verra ponctionné par des commissions prélevées par l’entreprise de portage à la différence du travailleur indépendant qui conservera l’intégralité du chiffre d’affaires engrangé.